# Халимонівка
Халимо́нівка —  село в Україні, у Валківській міській громаді Богодухівського району Харківської області. Населення становить 39 осіб. До 2020 орган місцевого самоврядування — Ков'язька селищна рада.

## Географія
Село Халимонівка знаходиться за 2 км від селища Ков'яги, примикає до села Трохимівка, за 2 км проходить залізниця, найближча станція Ков'яги (~ 3 км) і Баранове (~ 4 км). Поруч із селом лісовий масив (дуб).

## Історія
Селище було засноване в другій половині 17 століття найбільш імовірно козаками.
При Російській імперії було хутором.
В 1918 стало частиною Унр а 1919 частиною УРСР.
У 1941 було окуповано, але в 1943 звільнене.
12 червня 2020 року, розпорядженням Кабінету Міністрів України № 725-р «Про визначення адміністративних центрів та затвердження територій територіальних громад Харківської області», увійшло до складу Валківської міської громади.
19 липня 2020 року, в результаті адміністративно-територіальної реформи та ліквідації Валківського району, село увійшло до складу Богодухівського району.